# Marlis Petersen

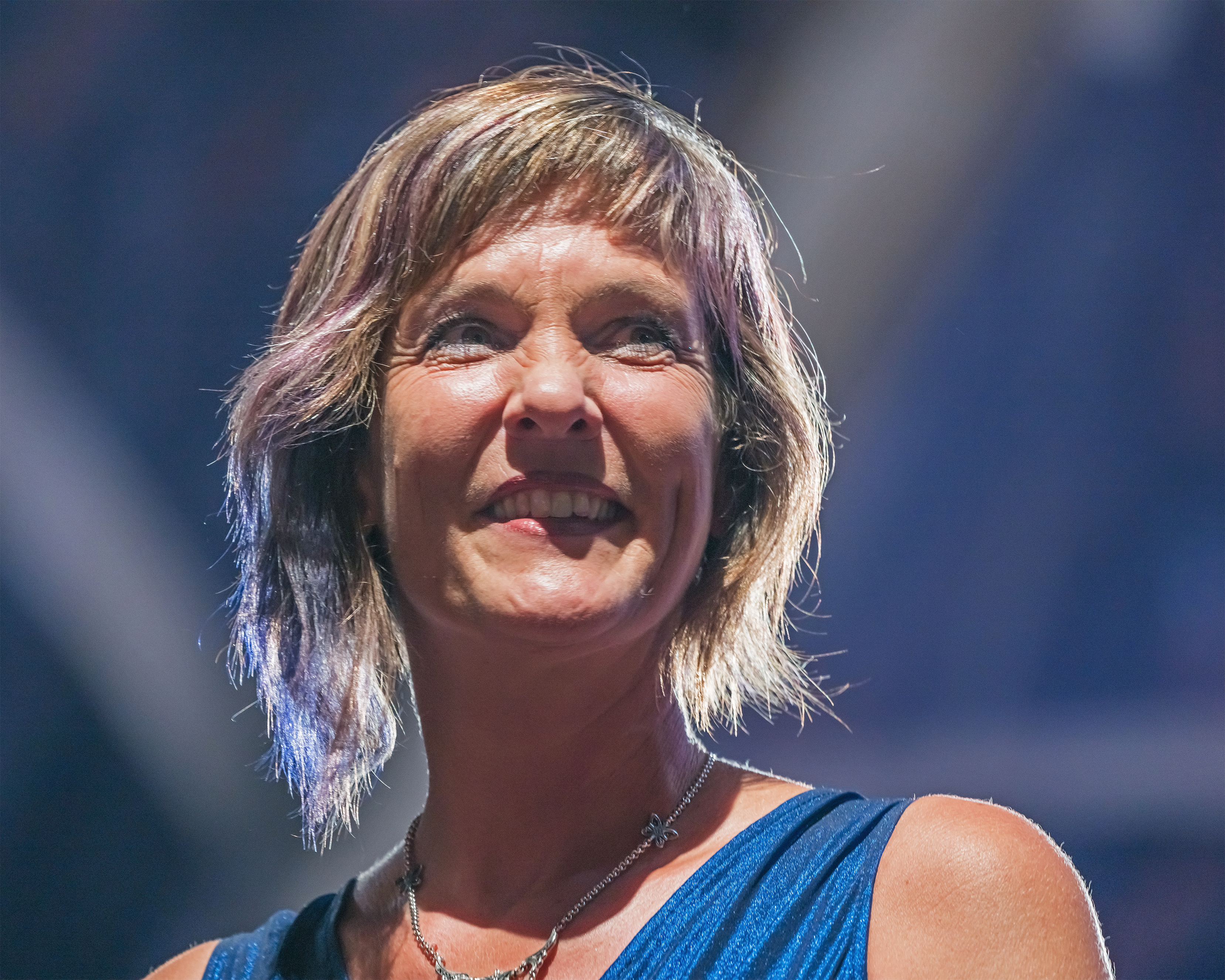

Marlis Petersen (1968, Tuttlingen, Baden-Wurtemberg, Alemania) es una soprano de coloratura alemana particularmente destacada como Lulu, Konstanze en El rapto en el serrallo y Zerbinetta en Ariadne auf Naxos.
Estudió piano, flauta y danza antes de entrar al conservatorio de Stuttgart debutando en el Staatstheater de Núremberg en Der Freischütz. En la Deutsche Oper am Rhein, cantó Mozart y Strauss y la Aphrodite en la opera de Hans Werner Henze, Fedra  en Berlín. En el 2008, fue Marta in La Grande Magia en la Semperoper. Ha cantado en Viena, Salzburgo, Múnich, Londres y París. Estrenó la Medea de Aribert Reimann en Viena en 2010.
Reemplazó con gran éxito a Natalie Dessay en Hamlet en el Metropolitan Opera en el 2010, donde luego cantó Lulu de Alban Berg

## Grabaciones
- Handel: Der Messias. Marlis Petersen (soprano), Margot Oitzinger (alto), Markus Schäfer (tenor), Jürgen Budday, 2006 concert recording, Maulbronn Monastery Edition.
- Mozart: Il re pastore. Annette Dasch, Kresimir Spicer, Marlis Petersen, Arpiné Rahdjian; Thomas Hengelbrock (Deutsche Grammophon) (DVD)
- Haydn: Las estaciones. Marlis Petersen, Werner Güra, Dietrich Henschel; René Jacobs (Harmonia Mundi)
- Bach: Cantatas vol 19. Marlis Petersen, Klaus Mertens, Sandrine Piau, Christoph Prégardien, Paul Agnew, Caroline Stam, Michael Chance; Amsterdam Baroque Orchestra & Choir; Ton Koopman.
- Bach: Mass in B minor. Stella Doufexis, Marlis Petersen, Anke Vondung, Franz-Joseph Selig, Lothar Odinius, Christian Gerhaher; Helmuth Rilling (Hänssler Classic)
- Haydn: Orlando Paladino. Marlis Petersen, Tom Randle, Pietro Spagnoli, Magnus Staveland, Sunhae Im, Alexandrina Pendatchanska, Víctor Torres, Arttu Kataja; Freiburg Baroque Orchestra; René Jacobs. Staatsoper Unter den Linden, Berlín, 2009. (EuroArts) (DVD).